# Basalys iphicla
Basalys iphicla är en stekelart som beskrevs av Nixon 1980. Basalys iphicla ingår i släktet Basalys, och familjen hyllhornsteklar. Arten är reproducerande i Sverige.